# Love Won't Wait
«Love Won't Wait» es una canción interpretada por el cantante inglés Gary Barlow e incluida en su álbum debut Open Road (1997). Las compañías BMG y RCA Records la publicaron como el segundo sencillo del disco el 28 de marzo de 1997. Fue compuesta por Madonna y Shep Pettibone durante las primeras sesiones de grabación de Bedtime Stories (1994), el sexto álbum de estudio de la primera, aunque permaneció como una maqueta inédita. Tiempo después, mientras Barlow buscaba canciones para su primer disco, grabó la demo y cambió la letra para que representara un punto de vista masculino, en lugar del de Madonna. Stephen Lipson fue el responsable de la producción y la mezcla de esta versión.
Descrita como una canción con influencias de la música disco y el house, fue su segundo número uno en el UK Singles Chart, tras «Forever Love», y recibió un disco de plata por parte de la British Phonographic Industry (BPI) luego de haber vendido 200 000 copias en el país. También llegó a lo más alto en España y estuvo entre las diez primeras posiciones de las listas de Dinamarca, Hungría, Italia y Taiwán. Para la promoción se filmó un videoclip dirigido por Rocky Schenck; Barlow interpreta el tema dentro de un set de grabación. También lo presentó en la fiesta previa a los Premios Grammy, cuya actuación atrajo comentarios negativos, y un año después en su primera gira como solista, The Open Road Tour.

## Antecedentes
Luego del lanzamiento de Erotica (1992), su quinto álbum de estudio, Madonna y su productor Shep Pettibone continuaron componiendo más canciones en la misma línea que el disco mencionado, entre ellas «Love Won't Wait». Sin embargo, poco tiempo después abandonó el proyecto y en su lugar desarrolló Bedtime Stories, editado en 1994, con otros productores como Babyface, Dallas Austin, Dave «Jam» Hall y Nellee Hooper. Dado que la cantante tenía pistas que ya no quería, algunas de ellas —compuestas durante las sesiones de grabación con Pettibone— no se incluyeron y permanecieron como maquetas inéditas.
Mientras tanto, Gary Barlow tenía planeado publicar su álbum debut Open Road coincidiendo con la fecha de su primer sencillo «Forever Love», pero decidió retrasar el lanzamiento con el fin de continuar grabando más canciones en Estados Unidos. Según una portavoz de Madonna, fue Pettibone quien arregló que Barlow obtuviera esa canción, de manera tal que la incluyó en su material después de acortar la letra, aunque no fue hasta tiempo después que le informaron que había sido coescrita por la cantante. A pesar de que no sonaba como lo que solía componer y grabar habitualmente, explicó en una entrevista: «Me tomó un tiempo hacer mi interpretación correcta porque Madonna había escrito [la letra] desde un punto de vista femenino. No es el tipo de canción que haría yo mismo, pero apenas la escuché pensé "esto es un éxito"».

## Composición y publicación
El representante de Barlow, Simon Fuller, eligió a Stephen Lipson como productor de la pista al ver su éxito con artistas de la década de 1980 como Grace Jones y Frankie Goes to Hollywood; ambos se habían conocido cuando Fuller había trabajado con Annie Lennox. Además de la producción, Lipson se encargó de la mezcla, Heff Moraes y P. Dennis Mitchell de la ingeniería y Joe Moskowitz de la programación. Para acompañar el lanzamiento físico, el DJ Junior Vasquez produjo una remezcla dance, por lo que también recibió créditos como productor adicional. El estilo musical de la demo de Madonna era similar al de su álbum True Blue, mientras que la versión final de Garlow reemplaza el sonido pop por uno con influencias de la música disco, comparado con las canciones de Take That, su anterior banda. Louis Wise, de The Guardian, la describió como una canción de «tipo house [...] de mediados de los años 90». La letra trata sobre dejar a un lado a un amante que solo hace perder el tiempo.
Las compañías BMG y RCA Records publicaron «Love Won't Wait» como el segundo sencillo de Open Road en CD, casete y vinilo de 7", con «Always» —también del disco— como lado B. Su primera fecha de lanzamiento fue el 28 de marzo de 1997 en la mayoría de los mercados europeos como así también en Australia y Nueva Zelanda. La edición en CD incluyó cuatro pistas: la versión para la radio de «Love Won't Wait», la remezcla de Junior Vasquez y las canciones «Always» y «Meaning of a Love Song». Dos semanas después, el 11 de abril, volvió a editarse en CD con los mismos temas anteriores, solo que en esta ocasión se agregó una versión de «Cuddly Toy» (1988), original de Andrew Roachford, en forma de remezcla. Dies meses después de la publicación de «Forever Love», salió a la venta en Reino Unido el 28 de abril en un CD doble; el primero contenía las mismas pistas que el primer maxi CD, solo que en diferente orden, y el segundo incluía tres remezclas de «Cuddly Toy». También se editaron mezclas alternativas de Vasquez, CUCA y Monsters Makers, disponibles en un maxi CD titulado The Remixes.

## Promoción
Para la promoción se filmó un videoclip dirigido por Rocky Schenck, producido por Juilet Naylor para Atlas Films y editado por Mark Aarons. Está ambientado en un set de grabación: Barlow interpreta la canción en una carretera llena de accesorios y utilería, y luego los miembros del equipo cambian rápidamente la escenografía. A continuación, cuando canta el estribillo, sale del set y se dirige hacia su silla donde observa su alrededor, a la vez que cuatro modelos desfilan y bailan en la misma carretera. En el final el cantante huye de una de las modelos mientras el director aprueba la escena y la imagen va perdiendo intensidad.
En febrero de 1997, Garlow se reunió con Clive Davis, quien dirigía su carrera en Estados Unidos, en el edificio de Arista Records ubicado en Manhattan. Allí, Davis reprodujo la remezcla que Vasquez había producido y le solicitó que se presentara al día siguiente en su fiesta tradicional previa a los premios Grammy en el Hotel Plaza. Sin embargo, el cantante no tuvo tiempo para ensayar o incluso memorizar la letra, y su actuación esa noche recibió opiniones negativas tanto de la prensa. Sean Smith, autor de Gary: The Definitive Biography of Gary Barlow, afirmó que había sido un «momento de estepicursor» y «probablemente la peor actuación que dio». Agregó que «fue recibido con un silencio sepulcral por parte de un público que incluyó a George Michael y la gran Aretha Franklin». Más tarde el artista comentó al periódico The Times: «No recuerdo las palabras. Entré en los momentos equivocados. Puedo ver a la gente ir al baño a montones». Un año después figuró en el repertorio de The Opean Road Tour, su primera gira como solista que inició en marzo de 1998.

## Recepción

### Crítica
Aunque el álbum obtuvo reseñas poco entusiastas, canciones como «Love Won't Wait» fueron vistas de manera positiva por la crítica. El Daily Mirror señaló que parece «como una canción clásica que has conocido toda tu vida», y Sunday Mirror, que le había otorgado siete puntos de diez, expresó: «Los fanáticos de Take That aceptarán con entusiasmo esta [interpretación] suave de Gary, pero no puedo evitar pensar que está tratando de convertirse en Elton John demasiado pronto. Gary, eres un joven a la moda, así que muestra un poco más de entusiasmo». Un editor de The Daily Telegraph remarcó que pese a que en el escenario está claro que aún no puede bailar, Barlow «hace todo lo posible para transmitir las emociones tormentosas contenidas en su segundo sencillo en solitario "Love Won't Wait", [...] a través de una serie de gestos con las palmas rígidas, los dedos extendidos y los ojos bien cerrados». En una opinión más variada, Sean Smith admitió que artistas como Madonna no siempre «ceden sus mejores canciones» a otros cantantes. Tom Ewing, de la revista en línea Freaky Trigger, destacó que había sido «un gran paso» en cuanto a calidad que «Forever Love», aunque señaló que «también es fácil oír por qué Madonna lo descartó». Le pareció agradable pero poco imaginativo y cuestionó que la letra «se siente un poco diferente desde el punto de vista de un cantante masculino», lo que da como resultado que sea «difícil simpatizar con [Barlow]». Concluyó que «Love Won't Wait» tenía la posibilidad de ser algo más, pero el cantante «desperdició esa oportunidad».

### Comercial
Para el 19 de abril de 1997, «Love Won't Wait» había recibido airplay en quince de las principales estaciones de radio de Europa, por lo que debutó en el puesto número 47 de la lista European Radio Top 50, elaborada por la revista Music & Media. Con el paso de las semanas continuó promocionándose y finalmente alcanzó la segunda posición el 31 de mayo de ese año —detrás de «Blood on the Dance Floor» de Michael Jackson—, con un total de airplay en cien estaciones de radio. Para fin de año, se ubicó en la posición cuarenta y cuatro de los cincuenta temas más exitosos de dicha lista. En el Eurochart Hot 100 Singles, que recopila información sobre las listas de sencillos en más de diez países del continente, ocupó el decimoquinto lugar el 24 de mayo.
En el UK Singles Chart de Reino Unido fue su segundo número uno, después de «Forever Love», y permaneció en total once semanas. Se convirtió en el primer artista en tener diez sencillos en el primer puesto durante la década de 1990 —ocho con Take That y dos como solista— y sería su último número uno en el país en más de una década. El 1 de junio de 1997 recibió un disco de plata, otorgado por la British Phonographic Industry (BPI), en representación a 200 000 copias vendidas.
El 31 de mayo también debutó en lo más alto de la lista oficial de España y estuvo entre los diez primeros en Dinamarca, Escocia, Hungría, Irlanda, Italia y Taiwán. En el resto de los países su recibimiento comercial fue más bajo, y se ubicó en los puestos dieciséis en Finlandia, veinte en Austria, veintiuno y treinta y dos en Países Bajos (Dutch Top 40 y Single Top 100, respectivamente), veintitrés en Suiza, treinta y cinco en Alemania, cuarenta y tres en Bélgica y cincuenta y tres en Suecia. Por último, entró en la posición dieciséis en Australia, donde permaneció cinco semanas, y en el cuarenta y dos en Nueva Zelanda, donde solo estuvo siete días en la lista.

## Lista de canciones y formatos
| Casete / 7" |                                |          |  |
| N.º         | Título                         | Duración |  |
| 1.          | «Love Won't Wait» (Radio Edit) | 4:16     |  |
| 2.          | «Always»                       | 3:32     |  |

| Maxi CD |                                              |          |  |
| N.º     | Título                                       | Duración |  |
| 1.      | «Love Won't Wait» (Radio Edit)               | 4:15     |  |
| 2.      | «Always»                                     | 3:31     |  |
| 3.      | «Love Won't Wait» (Junior Vasquez Radio Mix) | 4:21     |  |
| 4.      | «Meaning of a Love Song»                     | 3:34     |  |

| Maxi CD |                                              |          |  |
| N.º     | Título                                       | Duración |  |
| 1.      | «Love Won't Wait» (Radio Edit)               | 4:14     |  |
| 2.      | «Always»                                     | 3:32     |  |
| 3.      | «Love Won't Wait» (Junior Vasquez Radio Mix) | 4:19     |  |
| 4.      | «Meaning of a Love Song»                     | 3:38     |  |
| 5.      | «Cuddly Toy» (Lush Vocal Radio Edit)         | 3:44     |  |

| CD1 |                                        |          |  |
| N.º | Título                                 | Duración |  |
| 1.  | «Love Won't Wait» (Radio Edit)         | 4:18     |  |
| 2.  | «Love Won't Wait» (Junior Vasquez Mix) | 4:24     |  |
| 3.  | «Meaning of a Love Song»               | 3:38     |  |
| 4.  | «Always»                               | 3:31     |  |

| CD2 |                                      |          |  |
| N.º | Título                               | Duración |  |
| 1.  | «Love Won't Wait» (Radio Edit)       | 4:18     |  |
| 2.  | «Cuddly Toy» (Lush Vocal Radio Edit) | 3:44     |  |
| 3.  | «Cuddly Toy» (Full On Retro Vocal)   | 8:52     |  |
| 4.  | «Cuddly Toy» (Dumb & Funky Dub)      | 7:45     |  |

| Maxi CD - The Remixes |                                               |          |  |
| N.º                   | Título                                        | Duración |  |
| 1.                    | «Love Won't Wait» (Cuca's Club Mix)           | 7:27     |  |
| 2.                    | «Love Won't Wait» (Cuca's Radio)              | 4:24     |  |
| 3.                    | «Love Won't Wait» (Monster Makers Mix)        | 6:46     |  |
| 4.                    | «Love Won't Wait» (Monster Makers Radio Mix)  | 4:13     |  |
| 5.                    | «Love Won't Wait» (Cuca's Club Extended)      | 7:50     |  |
| 6.                    | «Love Won't Wait» (Monster Makers Techno Mix) | 7:05     |  |
| 7.                    | «Love Won't Wait» (Cuca's At 188 Street)      | 7:23     |  |
| 8.                    | «Love Won't Wait» (Cuca's Pop Radio Mix)      | 4:38     |  |

## Posicionamiento en listas y certificación
| País (Lista 1997)                     | Posición más alta |
| ------------------------------------- | ----------------- |
| Alemania (Offizielle Deutsche Charts) | 35                |
| Australia (ARIA Singles Chart)        | 16                |
| Austria (Ö3 Austria Top 40)           | 20                |
| Bélgica Flandes (Ultratop)            | 43                |
| Dinamarca (IFPI)                      | 7                 |
| Escocia (Scottish Singles Chart)      | 3                 |
| España (AFYVE)                        | 1                 |
| Europa (European Radio Top 50)        | 2                 |
| Europa (Eurochart Hot 100 Singles)    | 15                |
| Finlandia (Suomen virallinen lista)   | 16                |
| Hungría (Mahasz)                      | 7                 |
| Irlanda (IRMA)                        | 5                 |
| Italia (FIMI)                         | 5                 |
| Nueva Zelanda (Recorded Music NZ)     | 42                |
| Países Bajos (Dutch Top 40)           | 21                |
| Países Bajos (Single Top 100)         | 32                |
| Reino Unido (UK Singles Chart)        | 1                 |
| Suecia (Sverigetopplistan)            | 53                |
| Suiza (Schweizer Hitparade)           | 23                |
| Taiwán (IFPI Single Top 10)           | 2                 |

| País (Lista 1997)              | Posición |
| ------------------------------ | -------- |
| Europa (European Radio Top 50) | 44       |
| Italia (FIMI)                  | 80       |

| País (organismo certificador) | Certificación | Unidades certificadas |
| ----------------------------- | ------------- | --------------------- |
| Reino Unido (BPI)             | Plata         | 200 000               |

## Créditos y personal
- Gary Barlow: voz.
- Madonna: composición.
- Shep Pettibone: composición.
- Stephen Lipson: producción, mezcla.
- Heff Moraes: ingeniería.
- P. Dennis Mitchell: ingeniería (mezcla).
- Junior Vaszquez: remezcla, producción adicional.
- Joe Moskowitz: programación.
- Publicado por Warner Chappell Music Ltd. (ASCAP) / Shep Songs (ASCAP).

Créditos adaptados de las notas del maxisencillo en CD de «Love Won't Wait» y del álbum Open Road.